# Oltenița
Oltenița (/ol'te.ni.tsa/) est une ville et un port fluvial de Roumanie, dans le județ de Călărași, au confluent de l'Argeș avec le Danube (rive gauche des deux cours d'eau). Cette ville moyenne de 31 000 habitants, escale des navires fluviaux, vit principalement de l'industrie, notamment l'industrie du jouet de bois, connue dans toute l'Europe de l'Est.

## Histoire
Les fouilles sur la colline de Gumelniţa près de la ville ont révélé un village néolithique datant du 4e millénaire avant notre ère.
Durant l'Antiquité, la région faisait partie de la Dacie, mais n'a pas été annexée par l'Empire romain qui se trouvait en face, sur la rive droite. L'histoire du lieu est liée au fleuve. La Classis (flotte romaine de l'Istrus) avait fortifié plusieurs points sur la rive gauche, en face des castrae de la rive droite, mais seules quelques pièces de monnaie romano-byzantines ont été trouvées dans la zone, témoignant d'échanges occasionnels. Aux Daces et aux Romains succèdent les Avars, les Slaves, les Bulgares, les Petchénègues et les Coumans, jusqu'à ce que se mette en place la principauté de Valachie, l'une des principautés danubiennes. Pendant toute cette période, il n'y avait pas de ville à cet endroit, mais des hameçons en os et des poteries témoignent d'une activité humaine sporadique. La première mention écrite de la ville d'Olteniţa apparaît en 1515 sous le règne du voïvode valaque Neagoe Basarab V.
Oltenița prend de l'importance comme port de substitution après que l'Empire ottoman se soit emparé des principaux ports valaques de Turnu Măgurele, Giurgiu et Brăila. Elle accueillait alors les bolozanes danubiennes, grandes péniches en bois à voile et rames, également tractables depuis la rive par des attelages, et était le principal port desservant Bucarest. Son importance décline après le traité d'Andrinople qui restitue Turnu Măgurele, Giurgiu et Brăila à la Valachie en 1829, mais son activité redémarrera grâce au chemin de fer qui la relie à Bucarest vers 1870. 
Au cours de la guerre de Crimée (où la Valachie était neutre) les Ottomans ont traversé le Danube à cet endroit et infligé de lourdes pertes aux Russes. 
Lors de la guerre russo-turque de 1877-1878 (où la Roumanie était alliée des Russes), Olteniţa fut un important point d'embarquement pour les troupes roumaines allant assiéger la forteresse ottomane de Pleven (cette guerre mit fin à la vassalité de la Roumanie envers l'Empire ottoman, et inaugura la renaissance de la Bulgarie comme état).
Au cours de la Première Guerre mondiale, la garnison et l'escadre fluviale roumaines d'Olteniţa sont engagées dans de nombreuses escarmouches d'artillerie contre les patrouilleurs bulgares, austro-hongrois et allemands du Danube. L'endroit fut un des points de débarquement des troupes allemandes et bulgares pour leur invasion de la Roumanie. La bataille subséquente de Turtucaia se termina par une défaite sanglante pour l'armée et les forces fluviales roumaines, qui y furent décimées.
Comme toute la Roumanie, Olteniţa a subi les régimes dictatoriaux carliste, fasciste et communiste de février 1938 à décembre 1989, mais connaît à nouveau la démocratie depuis 1990. Néanmoins, sa position excentrée n'a pas attiré beaucoup d'investisseurs, et à peine accède-t-elle à la prospérité, que la concurrence asiatique sur le marché des jouets et surtout crise financière des années 2010, due à la dérégulation mondiale, frappent son économie, de sorte que l'activité industrielle diminue et que le port est partiellement déserté.

## Personnalités liées à la ville
- Ion Iliescu, président post-communiste de la Roumanie (deux mandats de 1989 à 1996 puis de 2000 à 2004 : comme la majeure partie de la nomenklatura, il est passé du communisme à la social-démocratie)
- Ion Petre Stoican, musicien traditionnel populaire.